# 36614 Салтіс
36614 Салтіс (36614 Saltis) — астероїд головного поясу, відкритий 27 серпня 2000 року.
Тіссеранів параметр щодо Юпітера — 3,526.